# Fondul European de Adaptare la Globalizare
Fondul European de Adaptare la Globalizare (FEAG), în engleză European Globalisation adjustment Fund (EGF), este un fond pus la dispoziție de Uniunea Europeană (UE) pentru a ajuta angajații afectați negativ de globalizare.
Fondul este disponibil din ianuarie 2007 și are un buget de 500 milioane euro pe an.
Din mai 2009, FEAG a devenit un instrument de răspuns la criză, cu caracter temporar și excepțional (până la 31 decembrie 2011), pentru a-i ajuta pe lucrătorii disponibilizați din cauza crizei să reintre în piața muncii cât mai repede cu putință.
Statele membre sunt cele care trebuie să solicite la UE aceste fonduri, iar companiile interesate trebuie să se adreseze în acest sens autorităților din țările în care activează.
Mediul de afaceri din România susține că procedurile pentru accesarea fondurilor europene sunt greoaie la nivel național și că sunt prea multe bariere birocratice.
Șapte state membre au primit deja aprobarea Comisiei pentru o suma totală de 47,46 milioane de euro pentru 11.572 de șomeri din diverse sectoare, iar cererile altor țări, printre care Lituania și Bulgaria, așteaptă soluționarea.
Cu un șomaj de 7,8%, România nu a depus nicio cerere până în ianuarie 2010.